# Liste der Kardinalskreierungen Sergius’ II.
Papst Sergius II. (844–847) ernannte während seines Pontifikates seinen späteren Nachfolger Leo IV. zum Kardinalpriester. Ernennungen weiterer Kardinäle sind unsicher oder legendarisch überliefert.

## 844
- Leo, Kardinalpriester von Santi Quattro Coronati, ab Januar 847 Papst Leo IV., † 17. Juli 855
- Die Nachricht von einer Erhebung des Amalarius († um 850), eines fränkischen Liturgikers und früheren Erzbischofs von Trier, zum Kardinalpriester einer unbekannten Titelkirche in diesem Jahr geht auf konfuse Notizen in benediktinischen Martyrologien aus jüngerer Zeit zurück und ist ein Irrtum oder eine Verwechslung.[1] Die Nennung von Amalarius Fortunatus als „erster deutscher Kardinal“ ist unhistorisch und weder in älterer noch neuerer Literatur zu finden.

## 846
- Nikolaus, fragliche Ernennung eines sonst unbekannten Kardinaldiakons